# Isaiah Crawford
Isaiah Jordan Crawford (Fort Worth, 1º novembre 2001) è un cestista statunitense, professionista nella NBA con i Sacramento Kings e in G League con gli Stockton Kings.

## Carriera
Dopo aver completato la carriera collegiale con i Louisiana Tech Bulldogs, non viene scelto al Draft NBA 2024, rimanendo undrafted. Firma poi un two-way contract con i Sacramento Kings, venendo associato alla squadra affiliata dei Stockton Kings in G League.

## Statistiche

### College
| Anno      | Squadra       | PG  | PT | MP   | TC%  | 3P%  | TL%  | RP  | AP  | PRP | SP  | PP   |
| --------- | ------------- | --- | -- | ---- | ---- | ---- | ---- | --- | --- | --- | --- | ---- |
| 2019-2020 | L.T. Bulldogs | 16  | 10 | 21,5 | 48,4 | 32,3 | 60,8 | 4,3 | 1,5 | 1,4 | 0,1 | 8,3  |
| 2020-2021 | L.T. Bulldogs | 32  | 21 | 26,1 | 48,9 | 38,1 | 65,9 | 5,1 | 1,8 | 1,0 | 0,7 | 11,8 |
| 2021-2022 | L.T. Bulldogs | 3   | 3  | 21,7 | 51,9 | 20,0 | 71,4 | 4,7 | 1,7 | 1,3 | 0,3 | 11,3 |
| 2022-2023 | L.T. Bulldogs | 32  | 32 | 29,8 | 49,5 | 42,0 | 72,7 | 5,3 | 2,7 | 1,9 | 0,7 | 13,7 |
| 2023-2024 | L.T. Bulldogs | 32  | 32 | 32,9 | 48,5 | 41,4 | 72,8 | 6,2 | 2,4 | 2,1 | 1,7 | 16,3 |
| Carriera  | Carriera      | 115 | 98 | 28,2 | 49,0 | 39,3 | 69,9 | 5,3 | 2,2 | 1,6 | 0,9 | 13,1 |

### NBA

#### Regular Season
| Anno      | Squadra          | PG | PT | MP  | TC%  | 3P%  | TL%  | RP  | AP  | PRP | SP  | PP  |
| --------- | ---------------- | -- | -- | --- | ---- | ---- | ---- | --- | --- | --- | --- | --- |
| 2024-2025 | Sacramento Kings | 15 | 0  | 3,1 | 45,5 | 20,0 | 50,0 | 0,5 | 0,1 | 0,1 | 0,1 | 0,9 |
| Carriera  | Carriera         | 15 | 0  | 3,1 | 45,5 | 20,0 | 50,0 | 0,5 | 0,1 | 0,1 | 0,1 | 0,9 |

### G League
| Anno       | Squadra        | PG | PT | MP   | TC%  | 3P%  | TL%  | RP  | AP  | PRP | SP  | PP   |
| ---------- | -------------- | -- | -- | ---- | ---- | ---- | ---- | --- | --- | --- | --- | ---- |
| 2024-2025† | Stockton Kings | 37 | 37 | 31,5 | 47,1 | 40,1 | 78,9 | 5,3 | 2,6 | 1,2 | 1,3 | 13,0 |
| Carriera   | Carriera       | 37 | 37 | 31,5 | 47,1 | 40,1 | 78,9 | 5,3 | 2,6 | 1,2 | 1,3 | 13,0 |

## Palmarès
- NBA G League: 1

Stockton Kings: 2024-2025